# Музей турецкого и исламского искусства

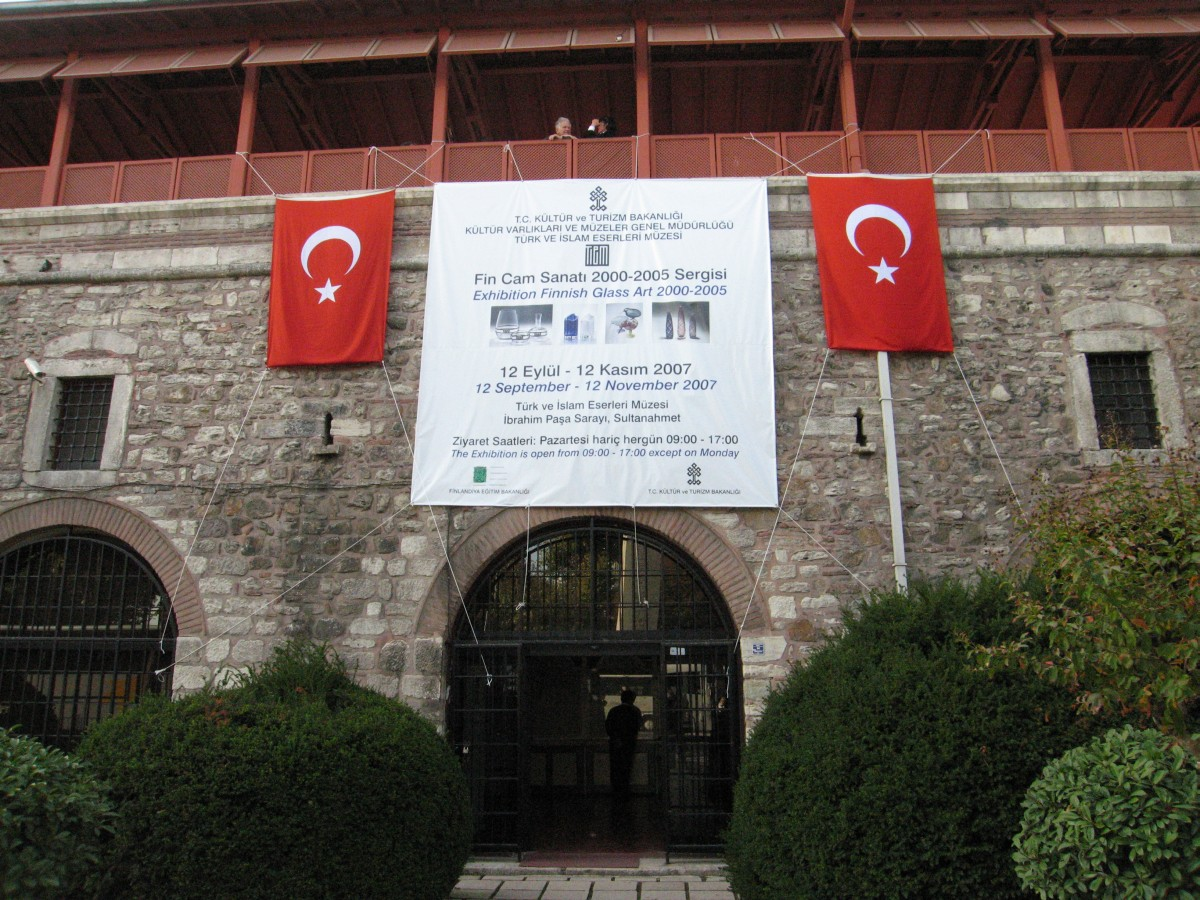
Здание музея

Музей турецкого и исламского искусства (тур. Türk ve İslam Eserleri Müzesi) расположен в историческом дворце Ибрагима-паши на площади Султанахмет в Стамбуле, Турция.
Музей основан в 1914 году, но первоначально имел другое название и местонахождение. Своё нынешнее название он приобрёл после установления Республики. А в построенный ещё в XVI веке дворец османского визиря музей перебрался в 1983 году. В 1984 году учреждение удостоилось специальной премии от Совета Европы, а в 1985 году — от ЮНЕСКО.
Собрание экспонатов насчитывает более 40 000 единиц. Это уникальные коллекции керамики, скульптуры, изделий из стекла, дерева, камня и металла, миниатюр и шедевров каллиграфии. Также здесь можно найти вещи, принадлежавшие или имевшие отношение к османским правителям, исторические документы, ювелирные украшения. Особой гордостью музея является коллекция ковров, собравшая в одном месте самые редкие образцы в мире.
В музее работают семь отделов: Отдел художественных изделий из дерева, Отдел керамики и стекла, Отдел художественных металлических изделий, Отдел этнографии, Отдел художественных изделий из камня, Отдел ковров, Отдел чистописания и каллиграфии.
Время работы музея: с 9:30 до 17:30 часов во все дни кроме понедельника.

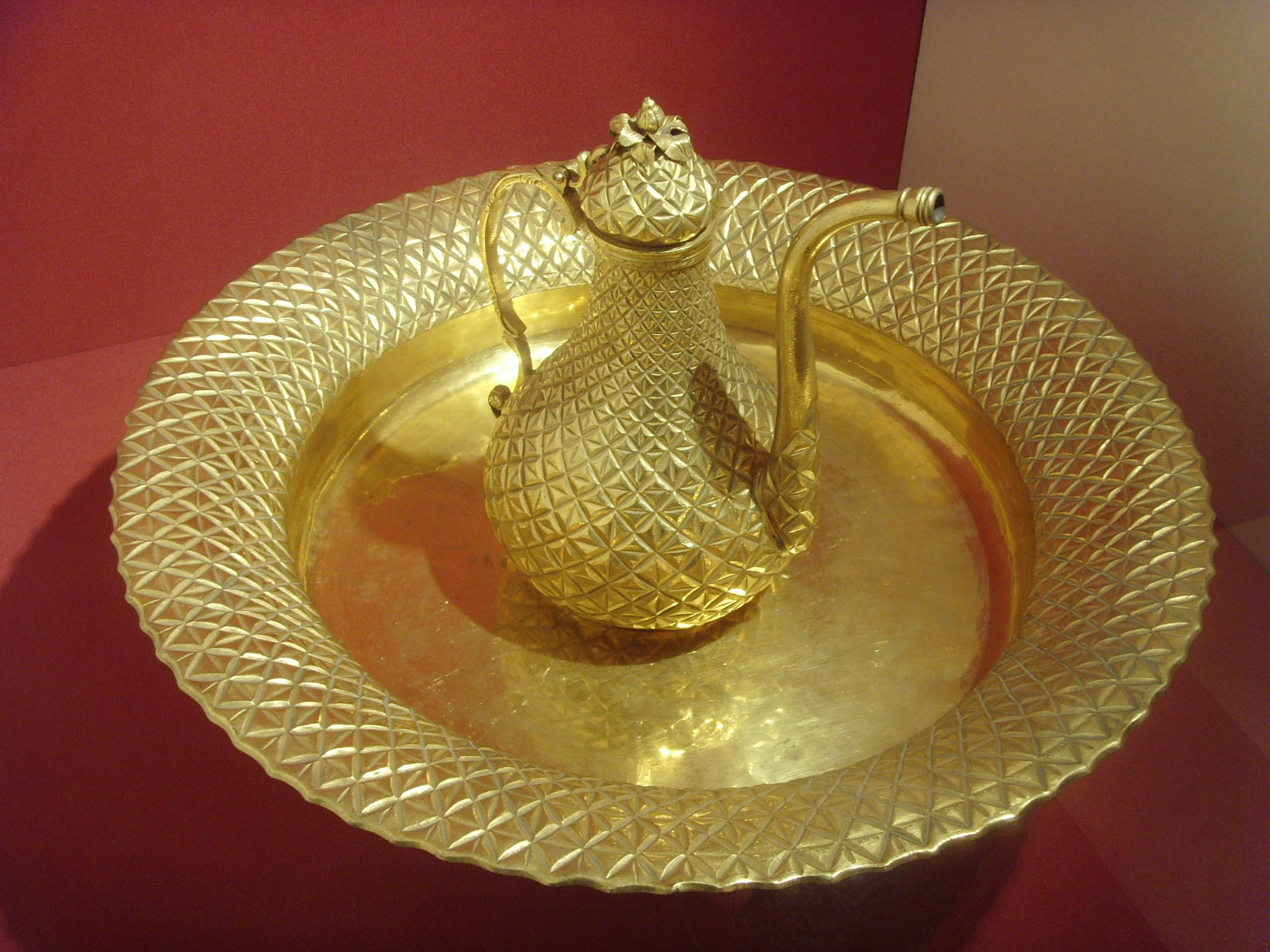
Чайник и блюдо из томпака, 1870
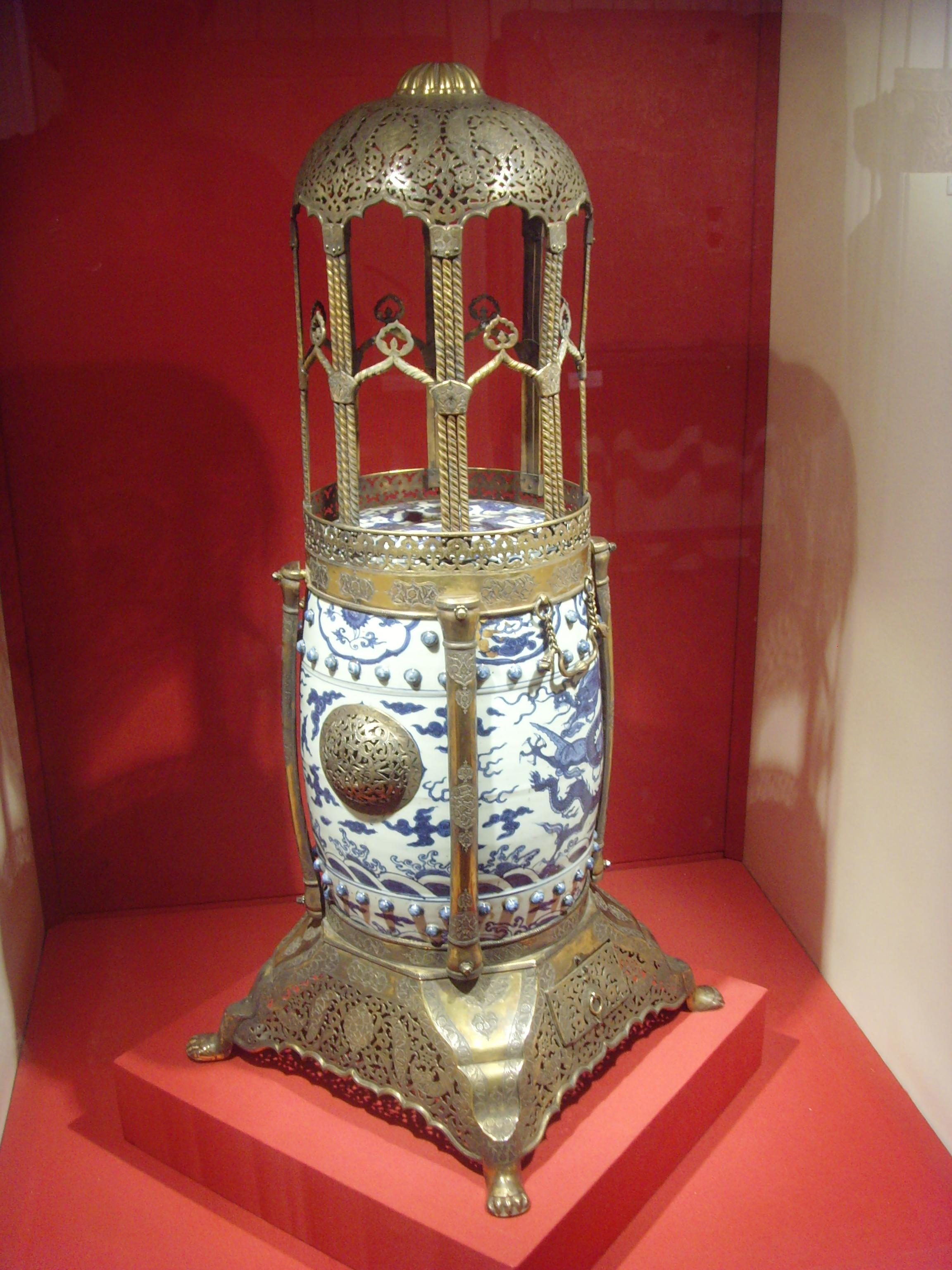
Оттоманский кальян, 1628
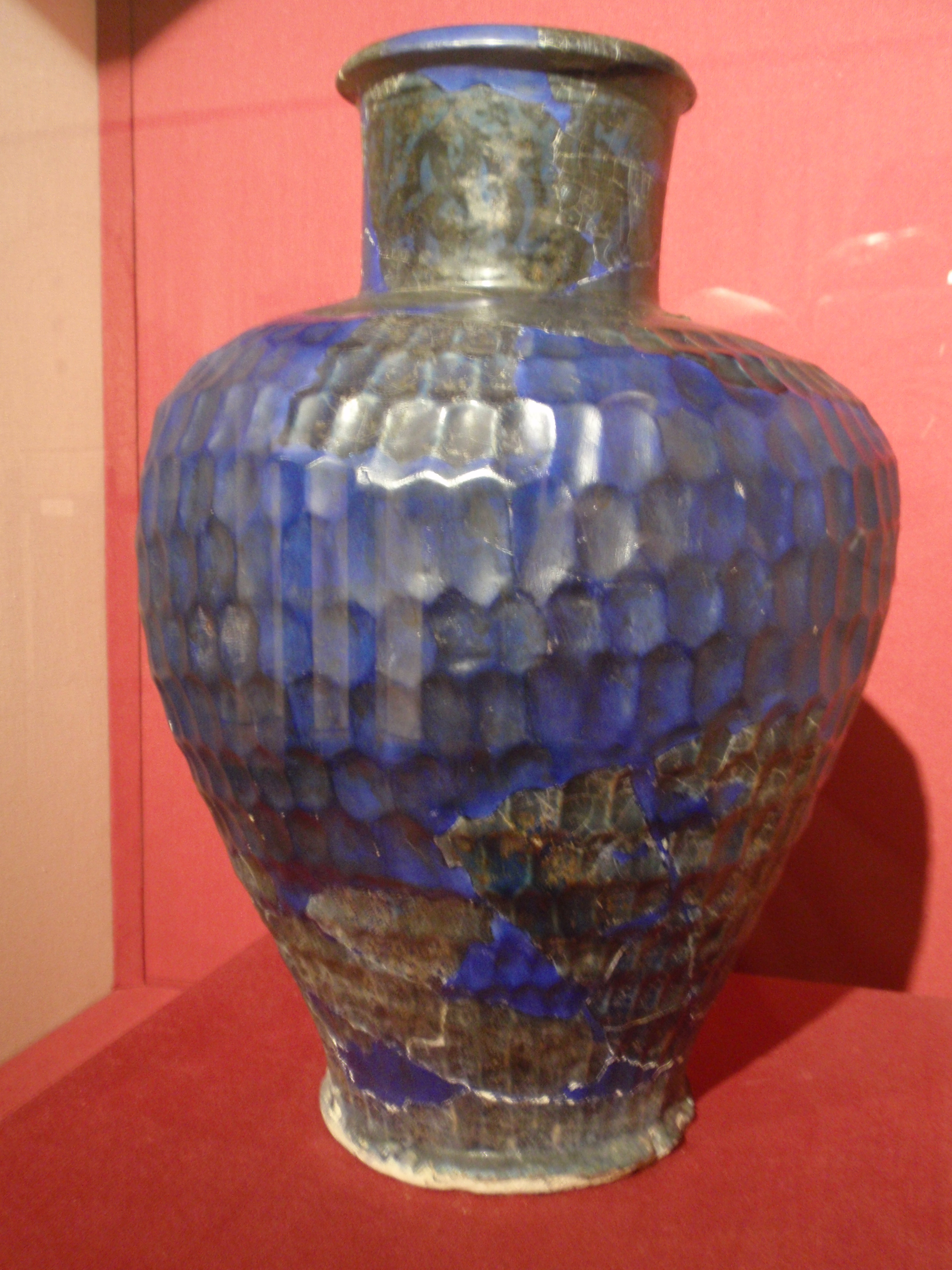
Керамическая ваза
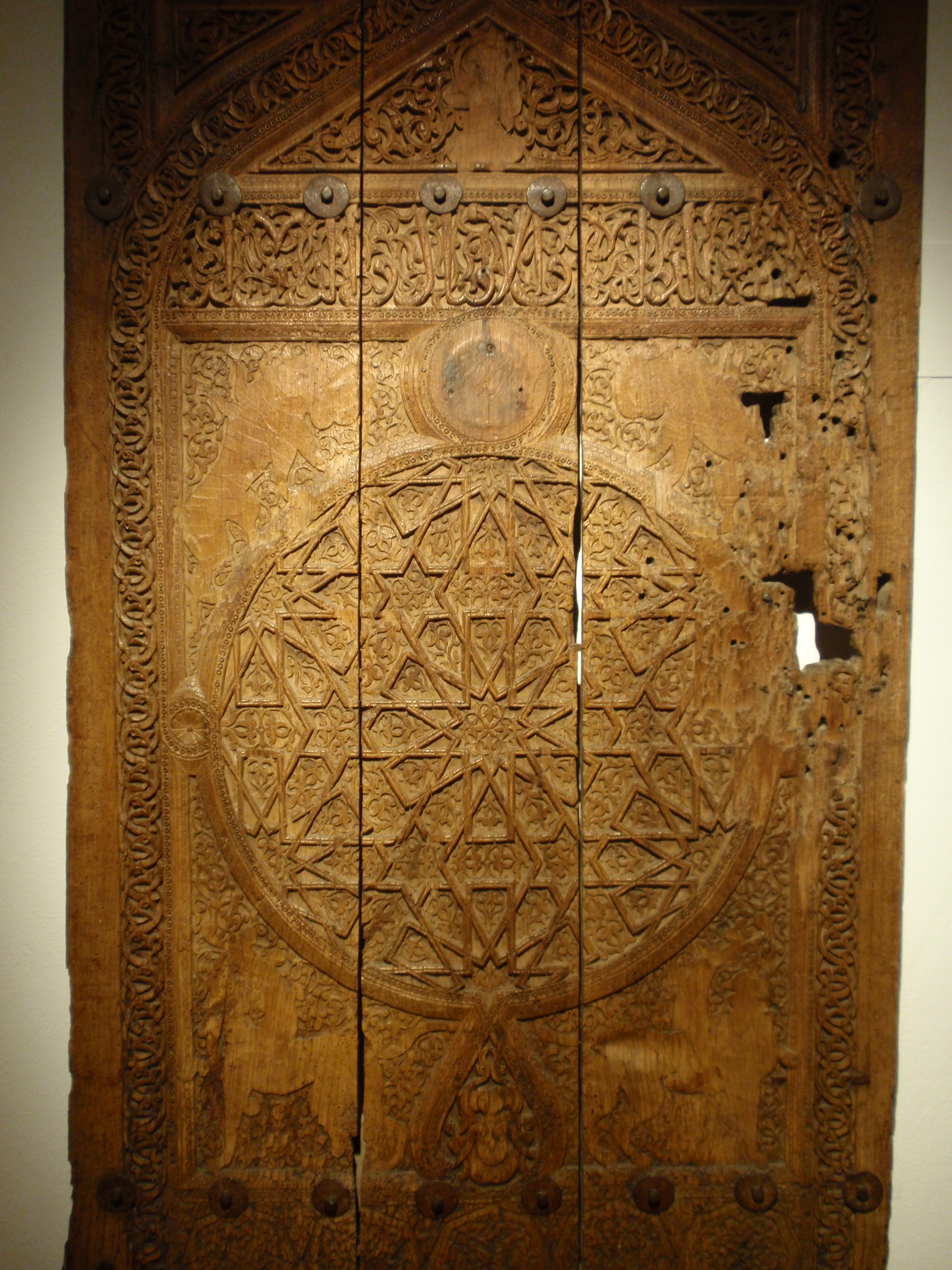
Дверь с орнаментами
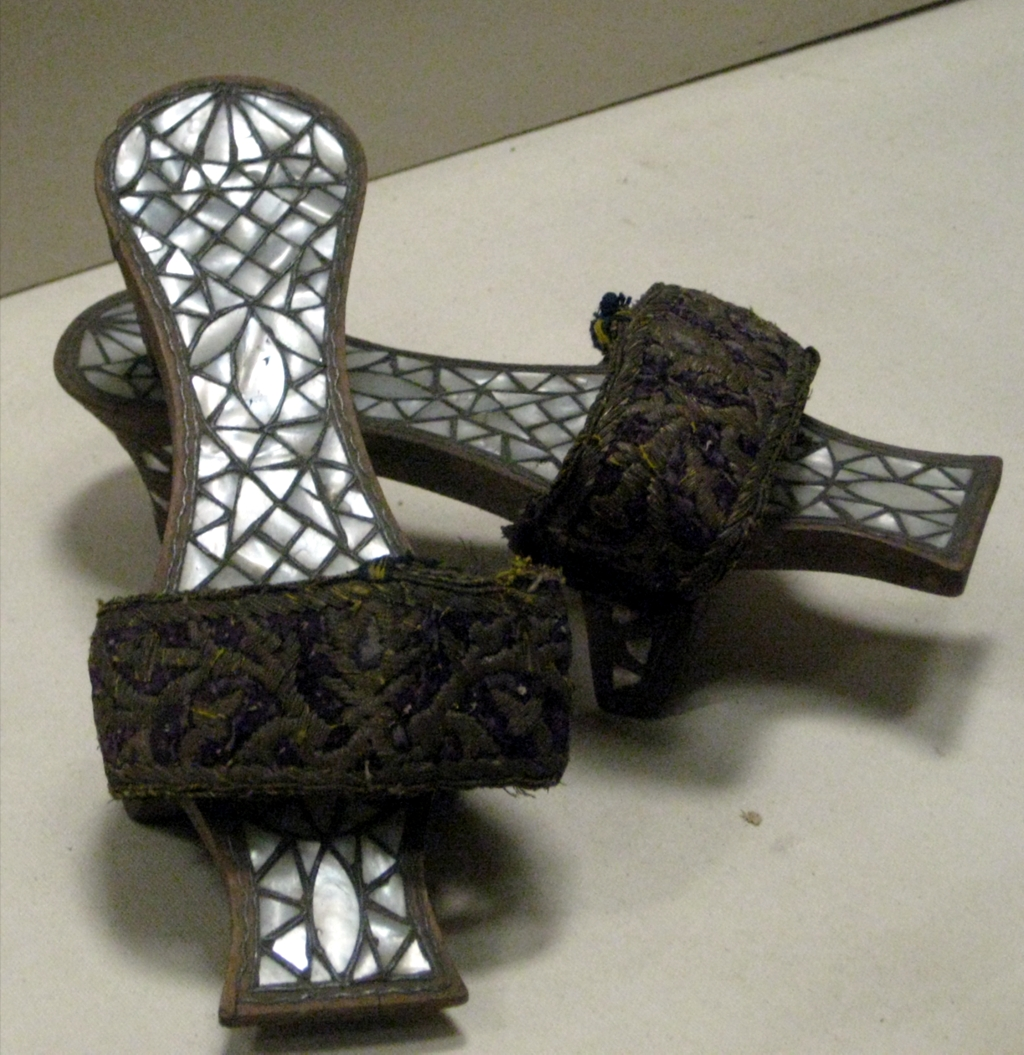
Обувь для купаний
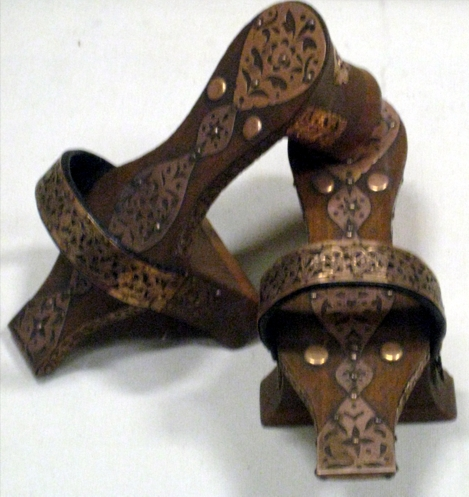
Другой образец